# Serey Dié
Serey Geoffroy Gonzaroua Dié, meglio noto come Serey Dié (Facobly, 7 novembre 1984), è un ex calciatore ivoriano, di ruolo centrocampista.

## Carriera

### Club
Dopo aver militato nel Sion per quattro stagioni, dal 2008 al 2012, nel gennaio del 2013 firma un contratto di 3 anni e sei mesi per il Basilea. Nello stesso anno il Basilea raggiunge le semifinali della UEFA Europa league. Uno dei protagonisti di questa impresa è Serey Die che con 7 presenze è un centrocampista titolare inamovibile della formazione svizzera.  In semifinale il loro avversario è il Chelsea che con due vittorie, per 2-1 a Basilea e per 3-1 a Londra, raggiunge la finale che è stata disputata il 26 maggio all'Amsterdam Arena e che ha visto la squadra inglese trionfare per 2-1.
Nel febbraio 2015 passa allo Stoccarda, squadra con cui però retrocede immediatamente in seconda Bundesliga, giungendo al 17º posto in Bundesliga 2015-2016. Nell'estate 2016 fa ritorno al Basilea.

### Nazionale
Gioca dal 2013 per la nazionale della Costa d'Avorio con cui ha partecipato alla Campionato mondiale di calcio 2014 e anche alla Coppa d'Africa 2015, vincendola.
Durante l'esecuzione dell'inno nazionale nella partita della fase a gironi della Coppa del Mondo 2014 tra Colombia e Costa d'Avorio, Die iniziò a piangere. La stampa inglese spiegò che il fatto era dovuto alla morte del padre del giocatore, cosa smentita da Die in una conferenza stampa, durante la quale affermò che suo padre fosse morto nel 2004, aggiungendo poi che il pianto fosse stato dovuto all'emozione di giocare nella propria nazionale.

## Statistiche

### Cronologia presenze e reti in nazionale
| Cronologia completa delle presenze e delle reti in nazionale ― Costa d'Avorio | Cronologia completa delle presenze e delle reti in nazionale ― Costa d'Avorio | Cronologia completa delle presenze e delle reti in nazionale ― Costa d'Avorio | Cronologia completa delle presenze e delle reti in nazionale ― Costa d'Avorio | Cronologia completa delle presenze e delle reti in nazionale ― Costa d'Avorio | Cronologia completa delle presenze e delle reti in nazionale ― Costa d'Avorio | Cronologia completa delle presenze e delle reti in nazionale ― Costa d'Avorio | Cronologia completa delle presenze e delle reti in nazionale ― Costa d'Avorio |
| Data                                                                          | Città                                                                         | In casa                                                                       | Risultato                                                                     | Ospiti                                                                        | Competizione                                                                  | Reti                                                                          | Note                                                                          |
| ----------------------------------------------------------------------------- | ----------------------------------------------------------------------------- | ----------------------------------------------------------------------------- | ----------------------------------------------------------------------------- | ----------------------------------------------------------------------------- | ----------------------------------------------------------------------------- | ----------------------------------------------------------------------------- | ----------------------------------------------------------------------------- |
| 23-3-2013                                                                     | Abidjan                                                                       | Costa d'Avorio                                                                | 3 – 0                                                                         | Gambia                                                                        | Qual. Mondiali 2014                                                           | -                                                                             | 67’                                                                           |
| 8-6-2013                                                                      | Bakau                                                                         | Gambia                                                                        | 0 – 3                                                                         | Costa d'Avorio                                                                | Qual. Mondiali 2014                                                           | -                                                                             | 90’                                                                           |
| 16-6-2013                                                                     | Dar es Salaam                                                                 | Tanzania                                                                      | 2 – 4                                                                         | Costa d'Avorio                                                                | Qual. Mondiali 2014                                                           | -                                                                             | 82’                                                                           |
| 12-10-2013                                                                    | Abidjan                                                                       | Costa d'Avorio                                                                | 3 – 1                                                                         | Senegal                                                                       | Qual. Mondiali 2014                                                           | -                                                                             | 90+4’                                                                         |
| 5-3-2014                                                                      | Bruxelles                                                                     | Belgio                                                                        | 2 – 2                                                                         | Costa d'Avorio                                                                | Amichevole                                                                    | -                                                                             | 24’                                                                           |
| 31-5-2014                                                                     | Sarajevo                                                                      | Bosnia ed Erzegovina                                                          | 2 – 1                                                                         | Costa d'Avorio                                                                | Amichevole                                                                    | -                                                                             | 46’                                                                           |
| 4-6-2014                                                                      | Frisco                                                                        | El Salvador                                                                   | 1 – 2                                                                         | Costa d'Avorio                                                                | Amichevole                                                                    | -                                                                             |                                                                               |
| 14-6-2014                                                                     | Recife                                                                        | Costa d'Avorio                                                                | 2 – 1                                                                         | Giappone                                                                      | Mondiali 2014 - 1º turno                                                      | -                                                                             | 62’                                                                           |
| 19-6-2014                                                                     | Brasilia                                                                      | Colombia                                                                      | 2 – 1                                                                         | Costa d'Avorio                                                                | Mondiali 2014 - 1º turno                                                      | -                                                                             | 73’                                                                           |
| 24-6-2014                                                                     | Fortaleza                                                                     | Grecia                                                                        | 2 – 1                                                                         | Costa d'Avorio                                                                | Mondiali 2014 - 1º turno                                                      | -                                                                             | 70’                                                                           |
| 6-9-2014                                                                      | Abidjan                                                                       | Costa d'Avorio                                                                | 2 – 1                                                                         | Sierra Leone                                                                  | Qual. Coppa d'Africa 2015                                                     | -                                                                             | 88’                                                                           |
| 14-11-2014                                                                    | Freetown                                                                      | Sierra Leone                                                                  | 1 – 5                                                                         | Costa d'Avorio                                                                | Qual. Coppa d'Africa 2015                                                     | -                                                                             | 76’                                                                           |
| 19-11-2014                                                                    | Abidjan                                                                       | Costa d'Avorio                                                                | 0 – 0                                                                         | Camerun                                                                       | Qual. Coppa d'Africa 2015                                                     | -                                                                             |                                                                               |
| 11-1-2015                                                                     | Abu Dhabi                                                                     | Costa d'Avorio                                                                | 1 – 0                                                                         | Nigeria                                                                       | Amichevole                                                                    | -                                                                             | 46’                                                                           |
| 15-1-2015                                                                     | Abu Dhabi                                                                     | Costa d'Avorio                                                                | 0 – 2                                                                         | Svezia                                                                        | Amichevole                                                                    | -                                                                             | 72’                                                                           |
| 20-1-2015                                                                     | Malabo                                                                        | Costa d'Avorio                                                                | 1 – 1                                                                         | Guinea                                                                        | Coppa d'Africa 2015 - 1º turno                                                | -                                                                             | 54’ 86’                                                                       |
| 28-1-2015                                                                     | Malabo                                                                        | Camerun                                                                       | 0 – 1                                                                         | Costa d'Avorio                                                                | Coppa d'Africa 2015 - 1º turno                                                | -                                                                             |                                                                               |
| 1-2-2015                                                                      | Malabo                                                                        | Costa d'Avorio                                                                | 3 – 1                                                                         | Algeria                                                                       | Coppa d'Africa 2015 - Quarti di Finale                                        | -                                                                             |                                                                               |
| 4-2-2015                                                                      | Bata                                                                          | RD del Congo                                                                  | 1 – 3                                                                         | Costa d'Avorio                                                                | Coppa d'Africa 2015 - Semifinale                                              | -                                                                             | 70’                                                                           |
| 8-2-2015                                                                      | Bata                                                                          | Costa d'Avorio                                                                | 0 – 0 dts (9 – 8 dtr)                                                         | Ghana                                                                         | Coppa d'Africa 2015 - Finale                                                  | -                                                                             | 14’                                                                           |
| 26-3-2015                                                                     | Abidjan                                                                       | Costa d'Avorio                                                                | 2 – 0                                                                         | Angola                                                                        | Amichevole                                                                    | -                                                                             | 90+1’                                                                         |
| 29-3-2015                                                                     | Abidjan                                                                       | Costa d'Avorio                                                                | 1 – 1                                                                         | Guinea Equatoriale                                                            | Amichevole                                                                    | -                                                                             |                                                                               |
| 6-9-2015                                                                      | Port Harcourt                                                                 | Sierra Leone                                                                  | 0 – 0                                                                         | Costa d'Avorio                                                                | Qual. Coppa d'Africa 2017                                                     | -                                                                             | 71’                                                                           |
| 9-10-2015                                                                     | Agadir                                                                        | Marocco                                                                       | 0 – 1                                                                         | Costa d'Avorio                                                                | Amichevole                                                                    | -                                                                             | 8’                                                                            |
| 13-11-2015                                                                    | Monrovia                                                                      | Liberia                                                                       | 0 – 1                                                                         | Costa d'Avorio                                                                | Qual. Mondiali 2018                                                           | -                                                                             |                                                                               |
| 17-11-2015                                                                    | Abidjan                                                                       | Costa d'Avorio                                                                | 3 – 0                                                                         | Liberia                                                                       | Qual. Mondiali 2018                                                           | -                                                                             | 78’                                                                           |
| 25-3-2016                                                                     | Abidjan                                                                       | Costa d'Avorio                                                                | 1 – 0                                                                         | Sudan                                                                         | Qual. Coppa d'Africa 2017                                                     | -                                                                             |                                                                               |
| 29-3-2016                                                                     | Omdurman                                                                      | Sudan                                                                         | 1 – 1                                                                         | Costa d'Avorio                                                                | Qual. Coppa d'Africa 2017                                                     | -                                                                             |                                                                               |
| 8-10-2016                                                                     | Bouaké                                                                        | Costa d'Avorio                                                                | 3 – 1                                                                         | Mali                                                                          | Qual. Mondiali 2018                                                           | -                                                                             | 50’ 76’                                                                       |
| 12-11-2016                                                                    | Marrakech                                                                     | Marocco                                                                       | 0 – 0                                                                         | Costa d'Avorio                                                                | Qual. Mondiali 2018                                                           | -                                                                             | cap. 39’                                                                      |
| 15-11-2016                                                                    | Lens                                                                          | Francia                                                                       | 0 – 0                                                                         | Costa d'Avorio                                                                | Amichevole                                                                    | -                                                                             | cap. 4’ 86’                                                                   |
| 8-1-2017                                                                      | Abu Dhabi                                                                     | Svezia                                                                        | 1 – 2                                                                         | Costa d'Avorio                                                                | Amichevole                                                                    | -                                                                             | cap. 13’ 46’                                                                  |
| 11-1-2017                                                                     | Abu Dhabi                                                                     | Costa d'Avorio                                                                | 3 – 0                                                                         | Uganda                                                                        | Amichevole                                                                    | -                                                                             | cap.                                                                          |
| 16-1-2017                                                                     | Oyem                                                                          | Costa d'Avorio                                                                | 0 – 0                                                                         | Togo                                                                          | Coppa d'Africa 2017 - 1º turno                                                | -                                                                             | cap.                                                                          |
| 20-1-2017                                                                     | Oyem                                                                          | Costa d'Avorio                                                                | 2 – 2                                                                         | RD del Congo                                                                  | Coppa d'Africa 2017 - 1º turno                                                | 1                                                                             | cap.                                                                          |
| 24-1-2017                                                                     | Oyem                                                                          | Marocco                                                                       | 1 – 0                                                                         | Costa d'Avorio                                                                | Coppa d'Africa 2017 - 1º turno                                                | -                                                                             | cap.                                                                          |
| 24-3-2017                                                                     | Krasnodar                                                                     | Russia                                                                        | 0 – 2                                                                         | Costa d'Avorio                                                                | Amichevole                                                                    | -                                                                             | cap. 38’                                                                      |
| 27-3-2017                                                                     | Parigi                                                                        | Senegal                                                                       | 1 – 1                                                                         | Costa d'Avorio                                                                | Amichevole                                                                    | -                                                                             | 74’                                                                           |
| 6-10-2017                                                                     | Bamako                                                                        | Mali                                                                          | 0 – 0                                                                         | Costa d'Avorio                                                                | Qual. Mondiali 2018                                                           | -                                                                             | 46’                                                                           |
| 24-3-2018                                                                     | Beauvais                                                                      | Togo                                                                          | 2 – 2                                                                         | Costa d'Avorio                                                                | Amichevole                                                                    | -                                                                             |                                                                               |
| 27-3-2018                                                                     | Beauvais                                                                      | Costa d'Avorio                                                                | 2 – 1                                                                         | Moldavia                                                                      | Amichevole                                                                    | -                                                                             | 81’                                                                           |
| 9-9-2018                                                                      | Kigali                                                                        | Ruanda                                                                        | 1 – 2                                                                         | Costa d'Avorio                                                                | Qual. Coppa d'Africa 2019                                                     | -                                                                             | 84’                                                                           |
| 12-10-2018                                                                    | Bouaké                                                                        | Costa d'Avorio                                                                | 4 – 0                                                                         | Rep. Centrafricana                                                            | Qual. Coppa d'Africa 2019                                                     | -                                                                             | 60’ 64’                                                                       |
| 18-11-2018                                                                    | Conakry                                                                       | Guinea                                                                        | 1 – 1                                                                         | Costa d'Avorio                                                                | Qual. Coppa d'Africa 2019                                                     | -                                                                             | 6’                                                                            |
| 26-3-2019                                                                     | Abidjan                                                                       | Costa d'Avorio                                                                | 1 – 0                                                                         | Liberia                                                                       | Amichevole                                                                    | -                                                                             |                                                                               |
| 15-6-2019                                                                     | Abu Dhabi                                                                     | Costa d'Avorio                                                                | 0 – 1                                                                         | Uganda                                                                        | Amichevole                                                                    | -                                                                             | 74’                                                                           |
| 19-6-2019                                                                     | Abu Dhabi                                                                     | Zambia                                                                        | 1 – 4                                                                         | Costa d'Avorio                                                                | Amichevole                                                                    | -                                                                             | 79’                                                                           |
| 24-6-2019                                                                     | Il Cairo                                                                      | Costa d'Avorio                                                                | 1 – 0                                                                         | Sudafrica                                                                     | Coppa d'Africa 2019 - 1º turno                                                | -                                                                             |                                                                               |
| 28-6-2019                                                                     | Il Cairo                                                                      | Marocco                                                                       | 1 – 0                                                                         | Costa d'Avorio                                                                | Coppa d'Africa 2019 - 1º turno                                                | -                                                                             |                                                                               |
| 1-7-2019                                                                      | Il Cairo                                                                      | Namibia                                                                       | 1 – 4                                                                         | Costa d'Avorio                                                                | Coppa d'Africa 2019 - 1º turno                                                | 1                                                                             | cap.                                                                          |
| 8-7-2019                                                                      | Suez                                                                          | Mali                                                                          | 0 – 1                                                                         | Costa d'Avorio                                                                | Coppa d'Africa 2019 - Ottavi di finale                                        | -                                                                             | cap.                                                                          |
| 11-7-2019                                                                     | Suez                                                                          | Costa d'Avorio                                                                | 1 – 1 dts (3 – 4 dtr)                                                         | Algeria                                                                       | Coppa d'Africa 2019 - Quarti di finale                                        | -                                                                             | cap.                                                                          |
| 8-10-2020                                                                     | Bruxelles                                                                     | Belgio                                                                        | 1 – 1                                                                         | Costa d'Avorio                                                                | Amichevole                                                                    | -                                                                             | 22’ 73’                                                                       |
| 12-11-2020                                                                    | Abidjan                                                                       | Costa d'Avorio                                                                | 2 – 1                                                                         | Madagascar                                                                    | Qual. Coppa d'Africa 2021                                                     | -                                                                             | 79’                                                                           |
| 30-3-2021                                                                     | Abidjan                                                                       | Costa d'Avorio                                                                | 3 – 1                                                                         | Etiopia                                                                       | Qual. Coppa d'Africa 2021                                                     | -                                                                             | 68’                                                                           |
| 3-9-2021                                                                      | Maputo                                                                        | Mozambico                                                                     | 0 – 0                                                                         | Costa d'Avorio                                                                | Qual. Mondiali 2022                                                           | -                                                                             | cap.                                                                          |
| 13-11-2021                                                                    | Cotonou                                                                       | Costa d'Avorio                                                                | 3 – 0                                                                         | Mozambico                                                                     | Qual. Mondiali 2022                                                           | -                                                                             | 77’                                                                           |
| 12-1-2022                                                                     | Douala                                                                        | Guinea Equatoriale                                                            | 0 – 1                                                                         | Costa d'Avorio                                                                | Coppa d'Africa 2021 - 1º turno                                                | -                                                                             | 71’                                                                           |
| 16-1-2022                                                                     | Douala                                                                        | Costa d'Avorio                                                                | 2 – 2                                                                         | Sierra Leone                                                                  | Coppa d'Africa 2021 - 1º turno                                                | -                                                                             | 82’                                                                           |
| 20-1-2022                                                                     | Douala                                                                        | Costa d'Avorio                                                                | 3 – 1                                                                         | Algeria                                                                       | Coppa d'Africa 2021 - 1º turno                                                | -                                                                             | 69’                                                                           |
| 26-1-2022                                                                     | Douala                                                                        | Costa d'Avorio                                                                | 0 – 0 dts (4 – 5 dtr)                                                         | Egitto                                                                        | Coppa d'Africa 2021 - Ottavi di finale                                        | -                                                                             | 30’                                                                           |
| Totale                                                                        |                                                                               | Presenze                                                                      | 61                                                                            |                                                                               | Reti                                                                          | 2                                                                             |                                                                               |

## Palmarès

### Club
- Campionato svizzero: 3

Basilea: 2012-2013, 2013-2014, 2016-2017
- Coppa Svizzera: 3

Sion: 2008-2009, 2010-2011
Basilea: 2016-2017

### Nazionale
- Coppa d'Africa: 1

Guinea Equatoriale 2015